# Autoroute A150
Die Autoroute A 150 ist eine 34 km lange, französische Autobahn mit Beginn in Rouen und dem Ende in Yvetot.

## Geschichte
- November 1973: Eröffnung Barentin – Rouen (RD6015 – RD6015)
- Mai 1998: Eröffnung Croix-Mare – Veauville-lès-Baon (RD6015 – A 29)
- 9. Februar 2015: Eröffnung Yvetot – Barentin[1]